# Вуглецева детонація
Вуглецева детонація — початок ядерного горіння вуглецю у виродженому ядрі зорі, що має вибухоподібний характер. Аналог гелієвого спалаху у менш масивних зір.

## Процес
Зоря у якої недостатньо маси для запуску "горіння" важчих елементів, або перетворення у нейтронну зорю чи наднову, стає киснево-вуглецевим білим карликом. 
У подвійній системі внаслідок перетікання речовини з зорі-супутника, карлик може досягнути 1,4 сонячних мас, що провокує реакції нуклеосинтезу :
{\displaystyle ^{12}C~+~^{16}O~\rightarrow ~^{28}Si~+~\gamma ~(Q=16,76~MeV),}
{\displaystyle ^{28}Si~+~^{28}Si~\rightarrow ~^{56}Ni~+~\gamma ~(Q=10,92~MeV).}

## Механізм виникнення
Вважається, що вуглецева детонація відбувається у випадку акреції на білі карлики з масами, близькими до межі Чандрасекара, і є одним з механізмів утворення наднових типу  Ia. Також, у деяких випадках, є кінцевою стадією еволюції зір із масою від 3—6 до 8—10 M☉, однак це питання остаточно не з'ясовано. Втім, припущення про те, що вуглецева детонація може призвести в цьому випадку до спалаху наднової типу II, піддається сумніву[ким?]. У відповідності до деяких моделей під час вуглецевої детонації в ядрах таких зір можливе швидке зняття виродження з продовженням подальшої еволюції зорі.
Зорі головної послідовності знаходяться у стані термодинамічної рівноваги: локальне підвищення температури спричиняє збільшення об'єму зорі, внаслідок якого температура спадає.
Але у білих карликах рівновага підтримується за рахунок квантового ефекту виродженого газу і не залежить від температури. Тому в них відсутній механізм підтримання рівноваги при термоядерній реакції, внаслідок чого вона протікає вибухоподібно.